# Gan Le'ummi ‘En H̱arod
Gan Le'ummi ‘En H̱arod (hebreiska: גן לאומי מעין חרוד) är en nationalpark i Israel.   Den ligger i distriktet Norra distriktet, i den norra delen av landet. Gan Le'ummi ‘En H̱arod ligger 87 meter över havet.